# Ramon Trebailla
Ramon Trebailla o Ramon Trebaylla (? — 1326) fou un religiós catòlic que arribà a bisbe d'Urgell i fou el tercer copríncep d'Andorra (1309-1326).
Va treballar al costat dels coprínceps francesos Gastó I de Foix (1309-1315) i Gastó II de Foix (1315-1326).